# Prionotus
Prionotus – rodzaj morskich ryb skorpenokształtnych z rodziny kurkowatych (Triglidae).

## Klasyfikacja
Gatunki zaliczane do tego rodzaju:
| - Prionotus alatus - Prionotus albirostris - Prionotus beanii - Prionotus birostratus - Prionotus carolinus – kurek karoliński - Prionotus evolans – kurek smużkowy - Prionotus horrens - Prionotus longispinosus - Prionotus martis - Prionotus miles - Prionotus murielae - Prionotus nudigula | - Prionotus ophryas – kurek wielkopłetwy - Prionotus paralatus - Prionotus punctatus - Prionotus roseus - Prionotus rubio - Prionotus ruscarius - Prionotus scitulus - Prionotus stearnsi - Prionotus stephanophrys - Prionotus teaguei - Prionotus tribulus |

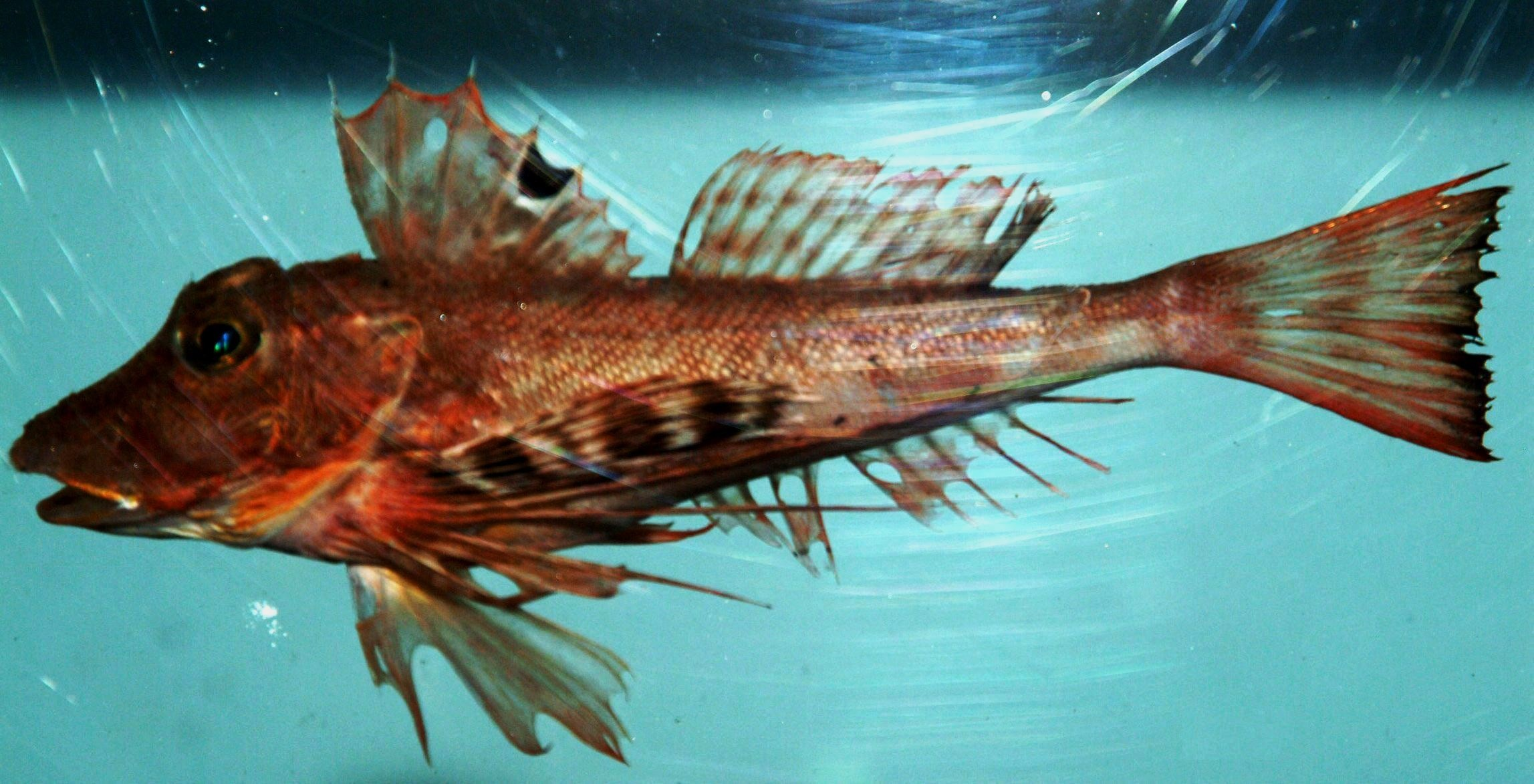
Prionotus alatus
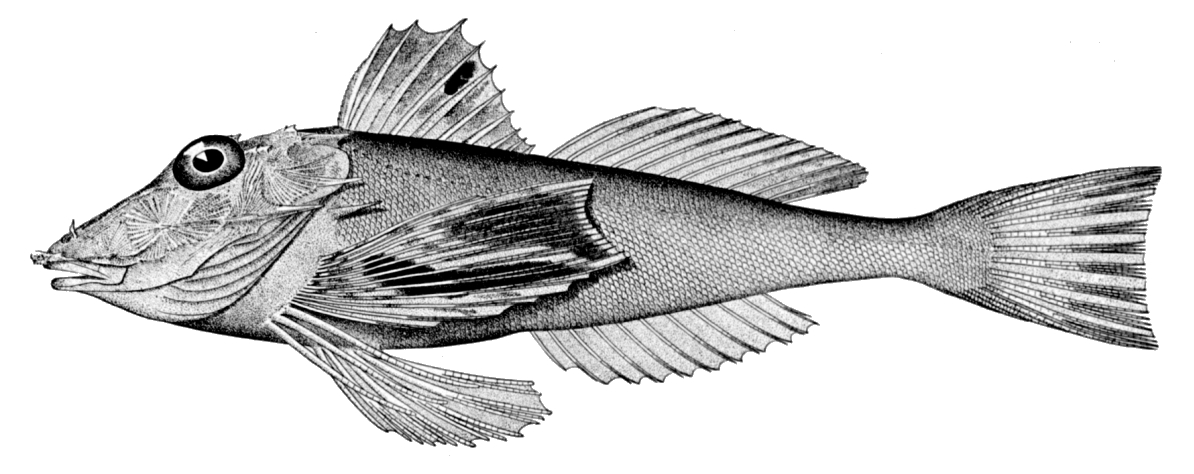
Prionotus beanii
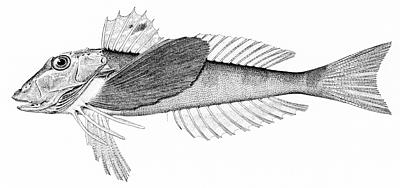
Prionotus carolinus
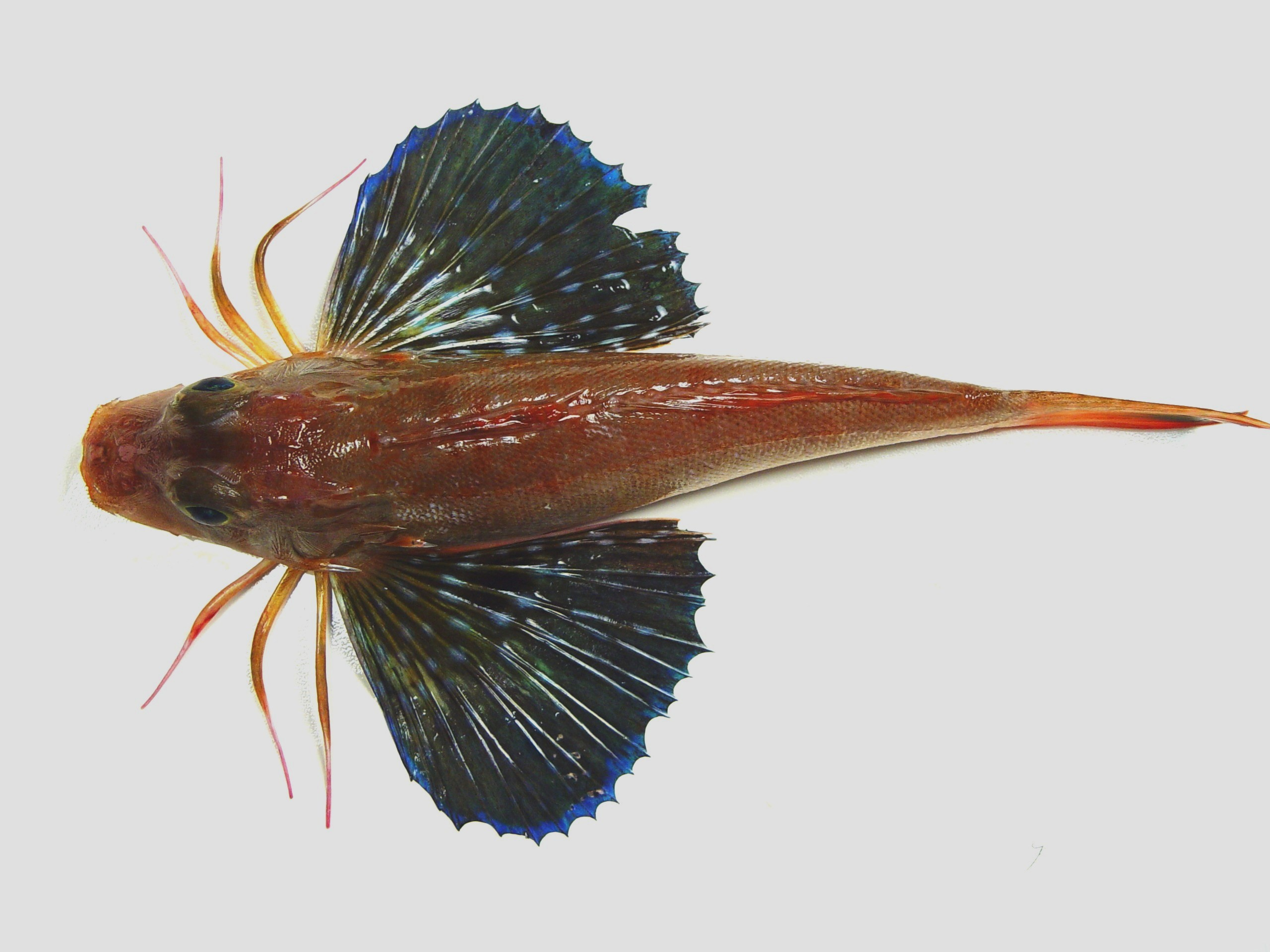
Prionotus longispinosus
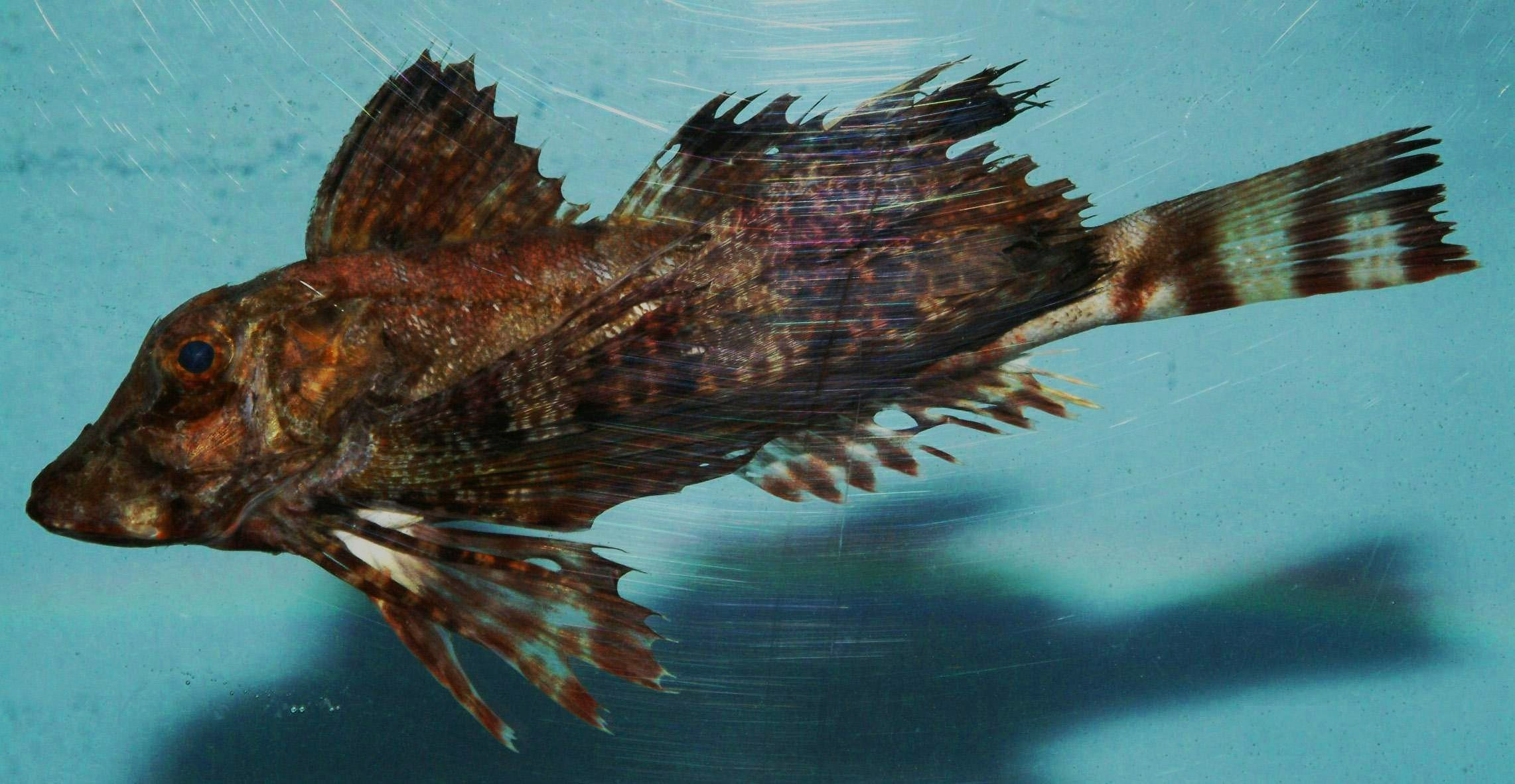
Prionotus ophryas
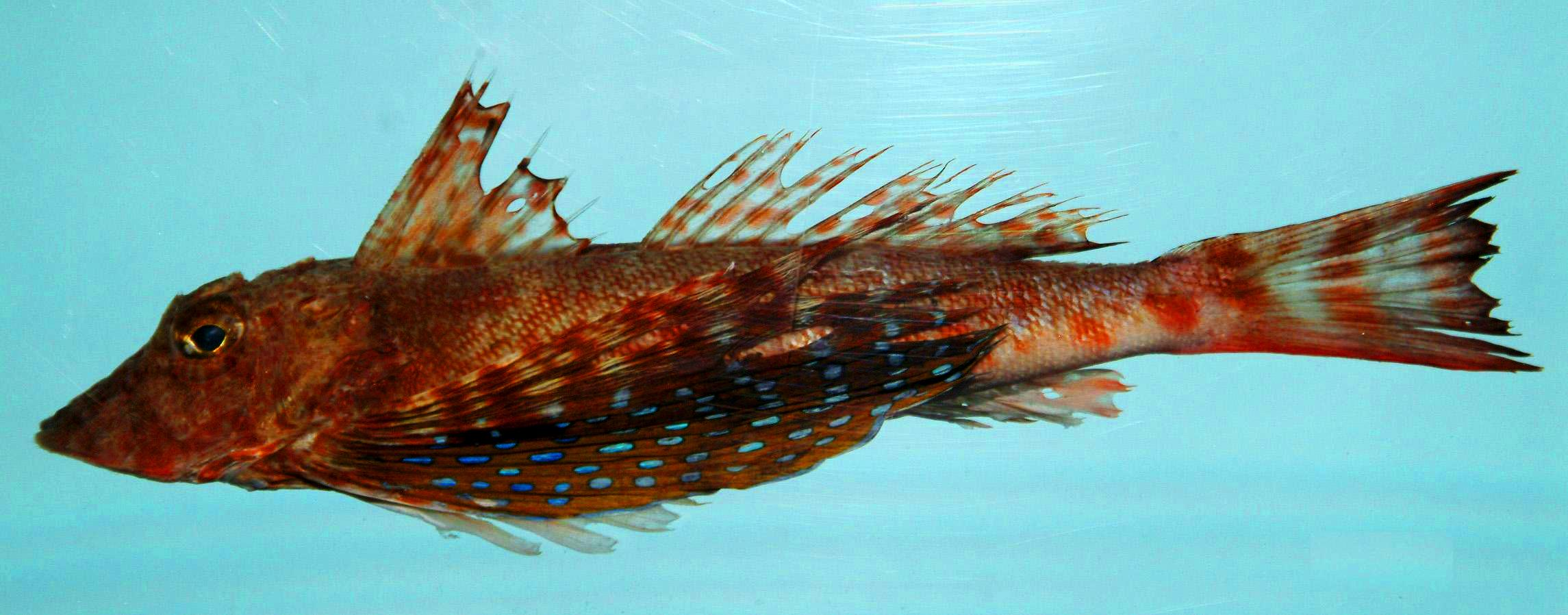
Prionotus roseus
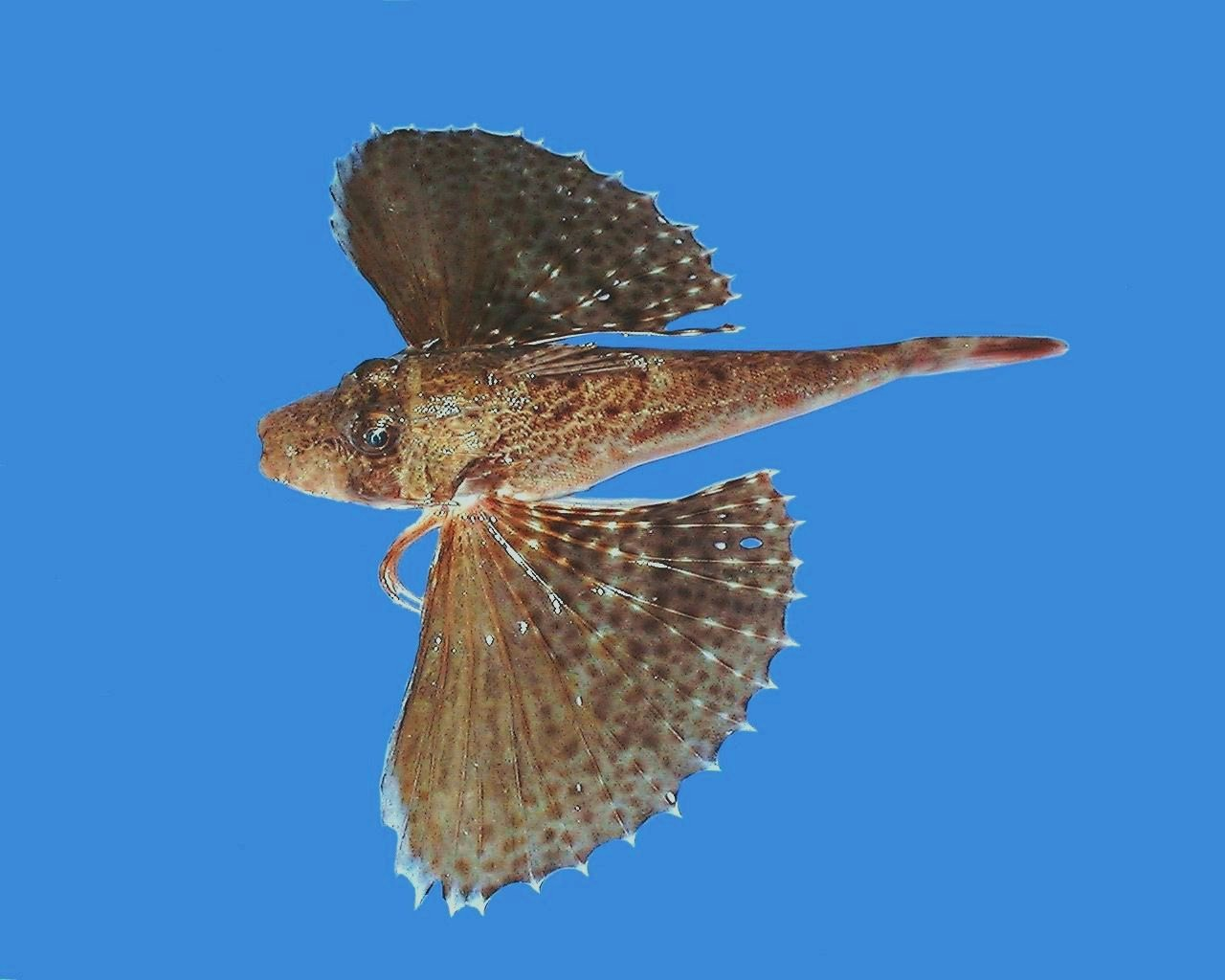
Prionotus rubio
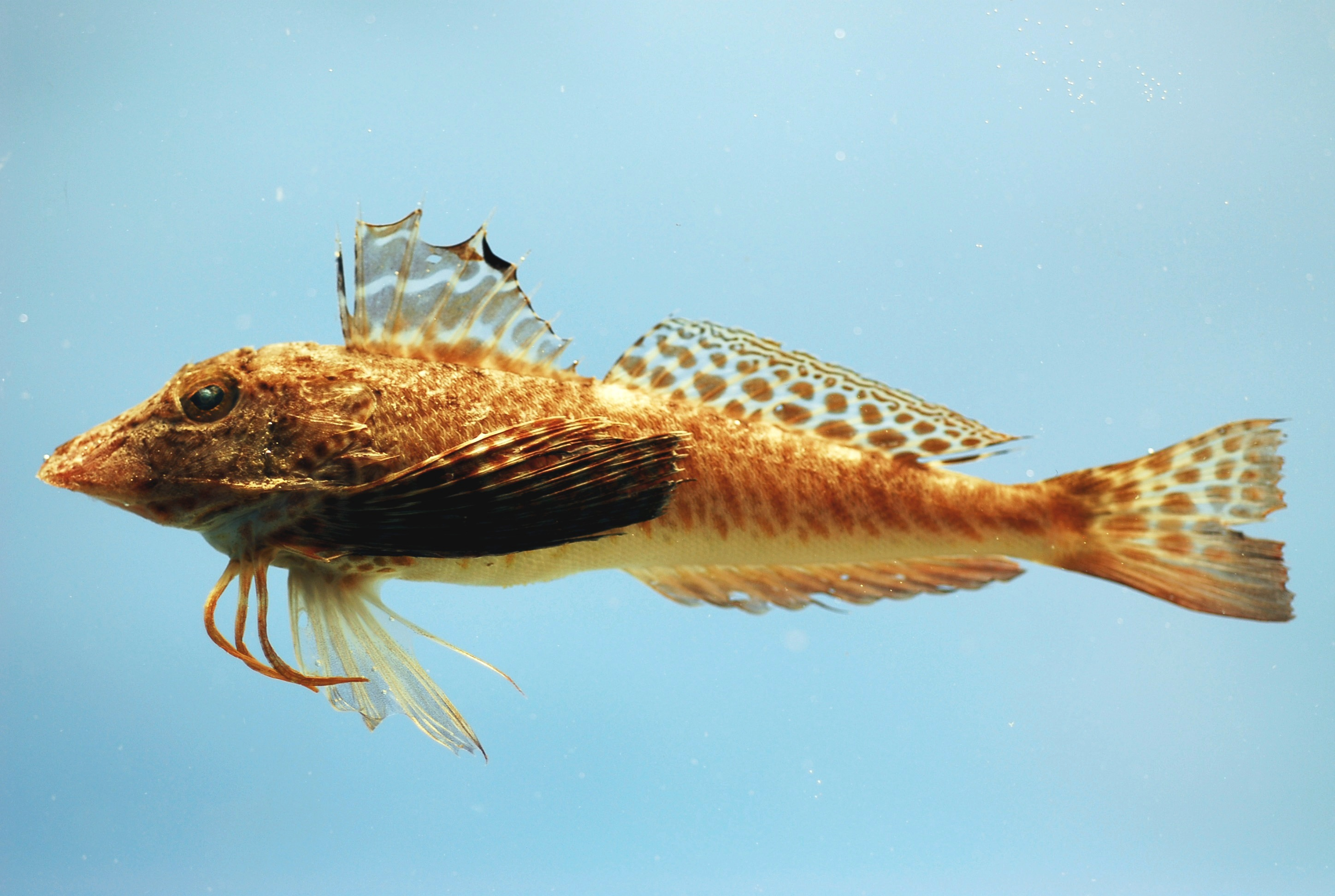
Prionotus scitulus
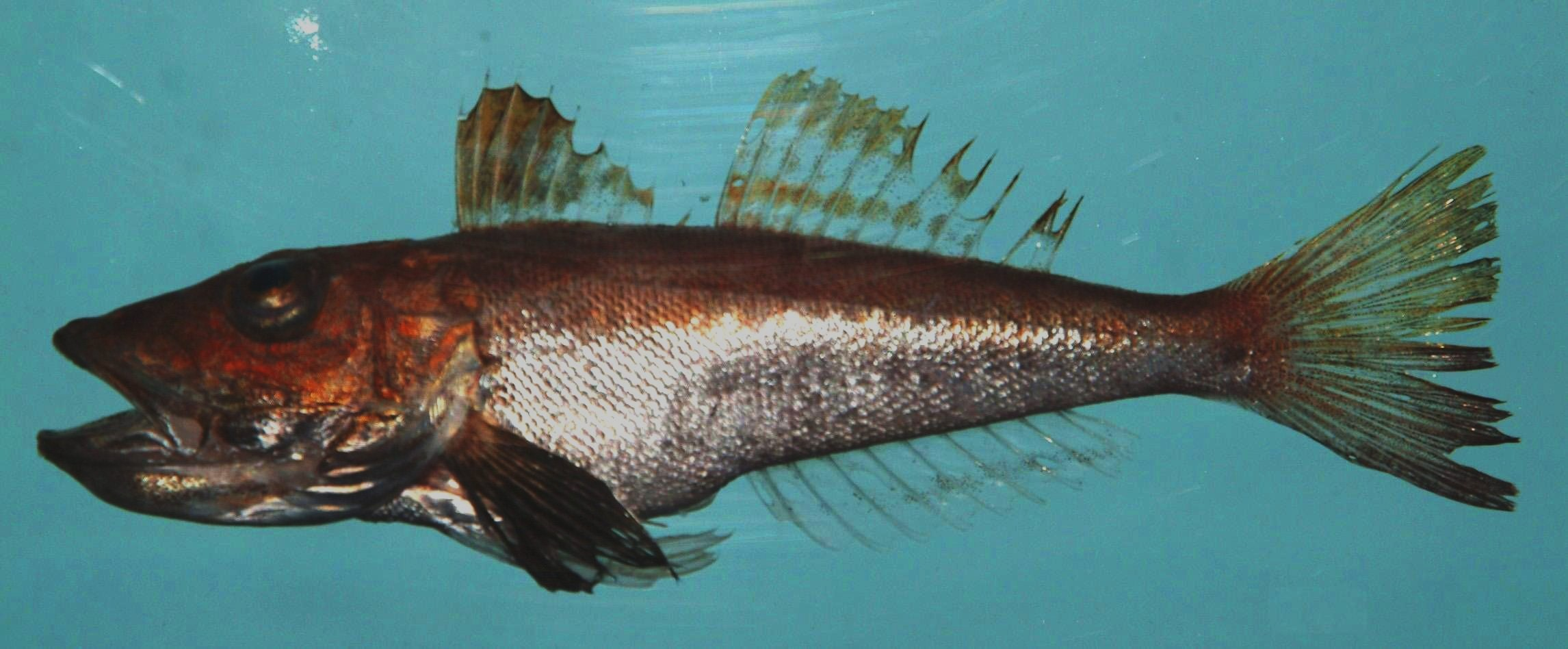
Prionotus stearnsi
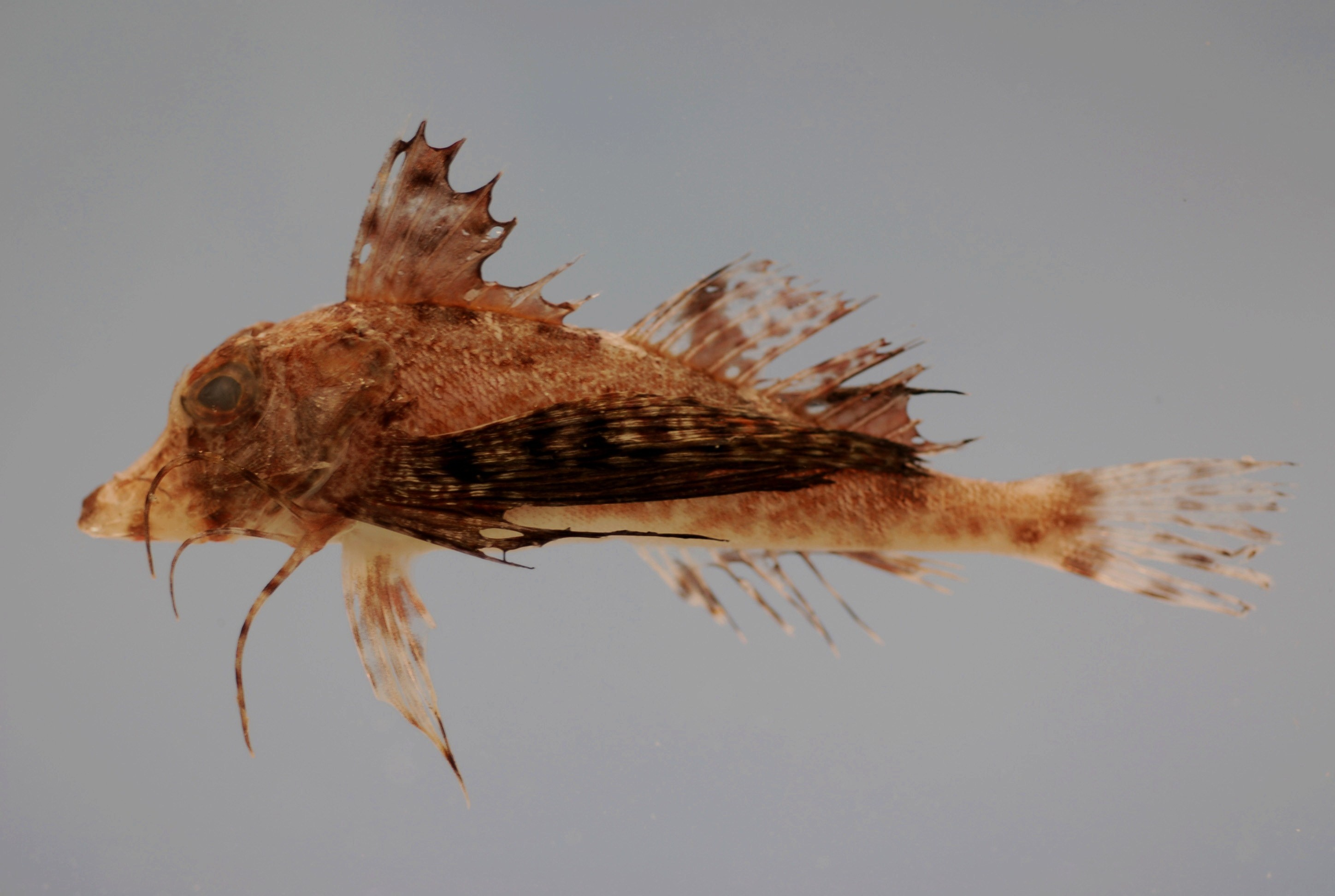
Prionotus tribulus